# ZC3H15
ZC3H15 (англ. Zinc finger CCCH-type containing 15) – білок, який кодується однойменним геном, розташованим у людей на 2-й хромосомі. Довжина поліпептидного ланцюга білка становить 426 амінокислот, а молекулярна маса — 48 602.
| 10         |  | 20         |  | 30         |  | 40         |  | 50         |
| ---------- |  | ---------- |  | ---------- |  | ---------- |  | ---------- |
| MPPKKQAQAG |  | GSKKAEQKKK |  | EKIIEDKTFG |  | LKNKKGAKQQ |  | KFIKAVTHQV |
| KFGQQNPRQV |  | AQSEAEKKLK |  | KDDKKKELQE |  | LNELFKPVVA |  | AQKISKGADP |
| KSVVCAFFKQ |  | GQCTKGDKCK |  | FSHDLTLERK |  | CEKRSVYIDA |  | RDEELEKDTM |
| DNWDEKKLEE |  | VVNKKHGEAE |  | KKKPKTQIVC |  | KHFLEAIENN |  | KYGWFWVCPG |
| GGDICMYRHA |  | LPPGFVLKKD |  | KKKEEKEDEI |  | SLEDLIERER |  | SALGPNVTKI |
| TLESFLAWKK |  | RKRQEKIDKL |  | EQDMERRKAD |  | FKAGKALVIS |  | GREVFEFRPE |
| LVNDDDEEAD |  | DTRYTQGTGG |  | DEVDDSVSVN |  | DIDLSLYIPR |  | DVDETGITVA |
| SLERFSTYTS |  | DKDENKLSEA |  | SGGRAENGER |  | SDLEEDNERE |  | GTENGAIDAV |
| PVDENLFTGE |  | DLDELEEELN |  | TLDLEE     |  |            |  |            |

A: Аланін

C: Цистеїн

D: Аспарагінова кислота

E: Глутамінова кислота

F: Фенілаланін

G: Гліцин

H: Гістидин

I: Ізолейцин

K: Лізин

L: Лейцин

M: Метіонін

N: Аспарагін

P: Пролін

Q: Глутамін

R: Аргінін

S: Серин

T: Треонін

V: Валін

W: Триптофан

Кодований геном білок за функцією належить до фосфопротеїнів. 
Задіяний у такому біологічному процесі, як альтернативний сплайсинг. 
Білок має сайт для зв'язування з іонами металів, іоном цинку. 
Локалізований у цитоплазмі, ядрі.